# Rose d'Or Latinos 2024
Os Prêmios Rose d'Or Latinos 2024 foram entregues em 23 de janeiro de 2024 no hotel Hilton Miami Downtown em Miami, Estados Unidos, durante a Content Americas. Os prêmios celebram a excelência na criação de programas internacionais de televisão e áudio cujo objetivo é o de premiar conteúdos exclusivamente em língua portuguesa e espanhola.

## História
Os prêmios Rose d'Or surgiram em 1961 e foram criados pela Televisão Suíça na cidade de Montreux e, desde então, têm sido um evento emblemático para a União Europeia de Radiodifusão (EBU) e para a indústria televisiva internacional. Os Rose d'Or Latinos foram criados como uma extensão da marca, que celebrará o mercado de conteúdos em espanhol e português. As inscrições para participar da premiação foram abertas de 12 de julho e se encerraram em 19 de outubro de 2023. Poderiam participar programas que tenham sido transmitidos pela primeira vez para um público de língua espanhola ou portuguesa entre 1º de julho de 2022 e 19 de outubro de 2023.
As indicações foram anunciadas em 12 de dezembro de 2023. Os indicados foram escolhidos por um júri composto por 171 executivos, distribuidores e produtores de radiodifusão, de toda a indústria televisiva latino-americana, espanhola e hispânica dos EUA.

## Categorias
Os vencedores estão em negrito.
| Melhor Série de Drama | Melhor Série de Comédia ou Drama |
| --- | --- |
| - Noticia de un secuestro () (AGC Studios/Invercine/TIS Productions/Prime Video) - Cromosoma 21 () (Film & Maker/Wild Sheep Content/Mediapro Studio/Canal 13/Netflix) - El cuerpo en llamas () (Arcadia Motion Pictures/Netflix) - La cabeza de Joaquín Murrieta () (Dynamo/Prime Video) - La unidad () (Buendía Estudios/Movistar Plus+) - Las noches de Tefía () (Buendía Estudios/Atresmedia/Atresplayer) | - El encargado () (Pegsa Group/DMED/Star+) - Citas Barcelona () (Filmax/Prime Video/TV3) - Déjate ver () (Buendía Estudios/Atresmedia/Atresplayer) - División Palermo () (K&S Films/Netflix) - El Presidente: Juego de la Corrupción (/) (Gaumont/Fabula/Kapow/Prime Video) - Nada () (Metrovisión/DMED/Star+)                                                                      |
| Melhor Telenovela | Melhor Documentário |
| - Todas as Flores () (Estúdios Globo/Globoplay) - El Señor de los Cielos () (NBCUniversal/Telemundo) - La reina del sur () (NBCUniversal/Telemundo) - Queridos Papás () (Plural Entertainment/TVI) - Romina poderosa () (Caracol TV) | - Los sobrevivientes: Colonia Dignidad (/) (Boxfish/Prime Video) - Pacto Brutal - O Assassinato de Daniella Perez () (HBO Max) - 13 días () (Álamo/Secuoya Studios/ Limonero Films/Netflix) - Jugada peligrosa () (Anima Films/HBO Max) - Los 8 de Irak () (Mediapro Studio/Movistar Plus+) - Sintiéndolo mucho () (Sony/BTF Media/Ultramarinos/Ideal Cinema/Avalon/Movistar Plus+) |
| Melhor Filme para TV ou Streaming | Melhor Programa de Talento ou Competição |
| - Argentina, 1985 () (Amazon Studios/Prime Video) - Dime lo que quieres (de verdad) () (11:11 Films & TV/ViX) - El Conde () (Fabula/Netflix) - El gerente () (Paramount+) - La caída () (Madam/Filmadora/Infinity Hill/Prime Video) - La extorsión () (100 Bares/Cimarrón Cine/Infinity Hill/Particular Crowd/HBO Max)                                                                                       | - Falso amor () (Cuarzo Producciones/Netflix) - El desafío () (7 y Acción/Atresmedia/Onza Distribution/Antena 3) - Gran Hermano () (Kuarzo Entertainment/Banijay Rights/Telefe/Pluto TV) - Ley de la selva () (TIS Productions/Netflix) - No Limite () (Endemol Shine Brasil/TV Globo) - Time Zone () (Zeppelin/HBO Max)                                                            |
| Melhor Reality ou Programa Factual | Melhor Entretenimento de Comédia ou Variedades |
| - Libre de Reír () (Gato Grande/Prime Video) - El camino a casa () (7 y Acción/Atresmedia/Onza Distribution/La Sexta) - Joaquín, el novato () (Proamagna/Atresmedia/Atresplayer/Antena 3) - Los Montaner () (Ntertain Studios/DMED/Disney+) - Mexicánicos () (Nippur Media/Warner Bros. Discovery/Discovery) - Viajando com os Gil () (Conspiração/Prime Video)                                              | - El Hormiguero () (7 y Acción/Atresmedia/Onza Distribution/Antena 3) - El purgatorio () (Canal 13/13 Sudmedia) - La resistencia () (Movistar Plus+/El Terrat/Encofrados Encofrasa) - LOL Argentina () (Banijay Mexico & US Hispanic/Prime Video) - Noche al dente () (Jotax/América TV) - ¿Quién es la máscara? () (Endemol Shine/TelevisaUnivision/Las Estrellas/Univision)       |
| Melhor Programa Infanto-juvenil | Melhor Série Curta ou Multiplataforma |
| - Mira Te Quiero y Me Duele () (BTF Media/Cris Morena Group/HBO Max) - Entrelazados () (Pampa Films/Gloriamundi Producciones/Disney+) - Los Argonautas y La Moneda de Oro () (Portocabo/RTVE Comercial/Clan TV) - Marcelo Marmelo Martelo () (Coiote/Paramount+) - O Menino Maluquinho () (Chatrone/Netflix) - Viaje al centro de la Tierra () (TIS Productions//Disney+)                                    | - Poquita fe () (Buendía Estudios/Movistar Plus+) - ¡Martita! () (YouPlanet Pictures/Atresmedia TV/Atresplayer) - Autodefensa () (Boogaloo Films/Filmin) - Black Sunday () (Ludmila Wagnest/Media Attack/Somos tu dosis/Glowstar Media/Prime Video) - Crímenes online () (PlayGround/Atresmedia TV/Atresplayer/Flooxer) - Releyendo Mafalda () (National Geographic/Disney+)        |
| Melhor Podcast | |
| - Frente al Asesino () (Spotify/La Parla) - El guerrillero ( (Almudena Ariza/Yes We Cast/Multiplataforma) - França e o Labirinto () (Spotify/Jovem Nerd/Nonsense Creations) - Iosi, confesiones de un espía () (Oficina Burman/Audible) - La cruda () (Orange Bear/Spotify) - Número oculto () (K&S Films/Spotify)                                                                                           | |